# Tarrafal
Tarrafal è una città di Capo Verde, capoluogo della contea omonima. Si trova sull'isola di Santiago, circa 75 km a nord-nord-ovest della capitale Praia. A Tarrafal si trovano alcune scuole elementari (colegio), licei, scuole superiori, chiese e un ufficio postale. Fino all'indipendenza (1975) in quest'isola vi era la famigerata prigione politica portoghese gestita dalla PIDE (il campo di concentramento di Tarrafal).